# Barbete de Santa Catarina das Mós
O Barbete de Santa Catarina das Mós localizava-se na freguesia da Vila de São Sebastião, concelho de Angra do Heroísmo, na costa sul da ilha Terceira, nos Açores.
Em posição dominante sobre este trecho do litoral, constituiu-se em uma fortificação destinada à defesa deste ancoradouro contra os ataques de piratas e corsários, outrora frequentes nesta região do oceano Atlântico.

## História
A "Relação" do marechal de campo Barão de Bastos em 1862 localiza-o na freguesia de Porto Judeu, denomina-o como "Barbete de S.ta Catharina" e informa que se encontra incapaz desde muitos anos.
Esta estrutura não chegou até aos nossos dias.